# 天命
天命是儒家與阴阳家哲学概念的一种，主張朝代興衰、君主更替，不完全是人類所能控制的。如果為政者不守德而失道，就會失去上天的支持，上天支持的對象自然能夠稱帝稱王，上天不支持的對象則會衰弱滅亡。在中國歷史上常用來解釋新政權取代舊政權的合法性。
《中庸》書中「天命」的概念，是指由上天賦予人性的与生俱来的道德感，這種道德感促使人如遵循命令般去遵循善，因此大學的止於至善也是一種生而為人的使命。《中庸》與《大學》強調，理想的統治者應憑藉此種神聖道德使命感來獲得上天的支持，使其統治具有天命的合法性，而失去這種神聖道德使命感的統治者也將失去天命的統治合法性。

## 與生俱來的性格
天这一概念，孔子认为是一切存在的使然者。由西汉儒学者董仲舒阐释为“道”的来源。而北宋理学家程颐则说“天无法背离道”，对他来说，天是道（此处指事物的原理）的一种体现，两者等同。南宋理学家陈淳将天通过气而赋予人的各自的特性定义为“天命”。天命是非主观、无目的、且无差别的。朱熹认为，所有人的行为及其所引起的因果关系以及人力所不及的自然现象、事件总称为天命，即一切现象的起源或是说其因果链的铸造者。据《中庸章句》，天命针对人来说可以被称为“性”（天命赋予了人的自然状态）。天命本身是客观的，依人的个体的主观来说天命可以带有吉凶祸福的属性。天命有三個緯度，本質上指上天賦予人的本性，這種本性結合後天教養形成了個體性格，造就出使命和宿命。

## 皇帝的政治權力
中國歷史中的「天命」指上天的意志，其中的「天」是政治權力的神聖來源，「命」是皇帝追求人民支持其治理中國的能力與資格。中國歷史書籍以歷代中國皇帝天命移轉為主體編寫而成。

## 外部連結
- 趙鼎新：《「天命觀」及政績合法性在古代和當代中國的體現》 （页面存档备份，存于）
- 《中華百科全書》：天命 （页面存档备份，存于）